# گل‌بنده
گل‌بنده (به ترکی آذربایجانی: Qulbəndə) یک منطقهٔ مسکونی در جمهوری آذربایجان است که در شهرستان آغ‌داش واقع شده‌است. گل‌بنده ۱٬۳۱۵ نفر جمعیت دارد.